# Caixó
El caixó (també anomenat caixó flamenc o caixó afroperuà), és un instrument de percussió d'origen afroperuà, creat pels esclaus africans a finals del segle xviii. En els anys 70 Paco de Lucía i el seu grup el van incorporar al flamenc. Consisteix en una caixa de fusta amb un panell frontal que es toca habitualment amb les mans o els dits, seient-hi a sobre, i s'adapta molt bé al flamenc perquè té una afinació determinada i proporciona un so sense harmònics i molt sec. El caixó té un forat per augmentar la ressonància i pot tenir algun objecte metàl·lic a l'interior per millorar la sonoritat.